# Apollonius (Heiliger)
Apollonius, auch der Apologet genannt, († 21. September 184 oder 185 in Rom) war ein christlicher Apologet. Er wird als Märtyrer und Heiliger verehrt.

## Vita
Apollonius war ein römischer Bürger, der von seinem Sklaven bei Tigidius Perennis, dem Präfekten der kaiserlichen Leibgarde, als Christ denunziert wurde. Perennis ließ Apollonius daraufhin verhören, um ihn zum Abfall vom Christentum zu bewegen, woraufhin Apollonius eine Verteidigungsrede vor dem Römischen Senat hielt, die vom Heiligen Hieronymus und in den Märtyrerakten des Apollonius zwar hoch gelobt wird, den Senat aber dennoch nicht davon abhielt, die Todesstrafe gegen ihn zu beschließen. Apollonius wurde daraufhin enthauptet.

## Verehrung
Gedenktag des Heiligen ist der 21. April in der katholischen und der 18. April in der evangelischen Kirche. Seine Gebeine sollen nach Bologna und sein Haupt ins portugiesische Ebora gebracht worden sein.